# Cryptocephalus calidus
Cryptocephalus calidus är en skalbaggsart som beskrevs av Christian Wilhelm Ludwig Eduard Suffrian 1852. Cryptocephalus calidus ingår i släktet Cryptocephalus och familjen bladbaggar. Inga underarter finns listade i Catalogue of Life.